# Daniel Mays
Daniel Alan Mays (* 31. März 1978 in Epping, Essex) ist ein britischer Schauspieler.

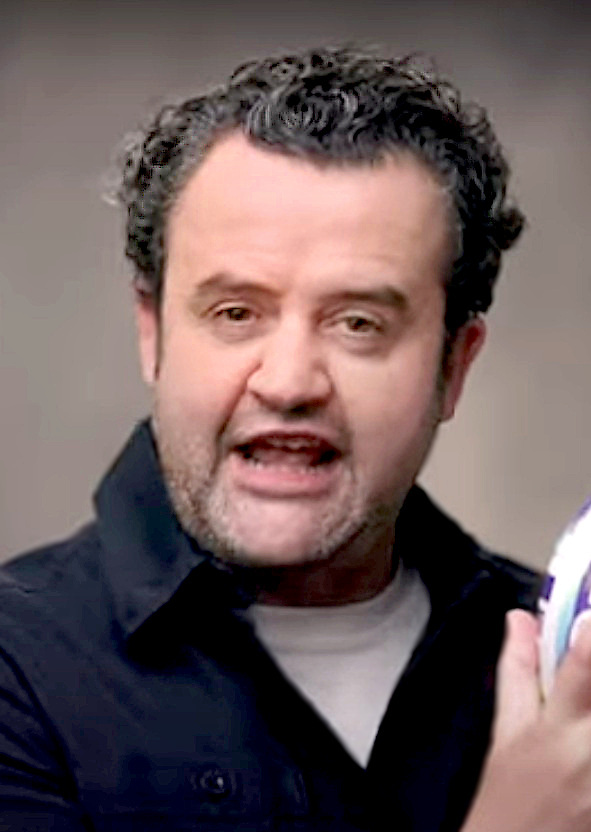
Daniel Mays (2025)

## Leben und Karriere
Daniel Mays wurde 1978 als dritter von vier Söhnen eines Elektrikers und einer Bankangestellten in Epping geboren. Aufgewachsen ist er im ebenfalls in der Grafschaft Essex gelegenen Buckhurst Hill. Er besuchte die Italia Conti Academy of Theatre Arts. Später machte er eine Schauspielausbildung an der Royal Academy of Dramatic Art in London, die er im Jahr 2000 abschloss.
Anschließend war Daniel Mays in zahlreichen Nebenrollen in Film und Fernsehen zu sehen. Sein Kinodebüt gab er 2001 als Pilot in dem Hollywood-Filmdrama Pearl Harbor. Seine Darstellung des Heroinabhängigen Adam in dem BBC-Fernsehfilm Rehab bescherte ihm 2003 eine Auszeichnung als Bester Darsteller beim Palmare-Reims Television Festival. Seine Rolle in dem Independent-Film Shifty brachte ihm eine Nominierung als Bester Nebendarsteller bei den British Independent Film Awards 2008 ein.
2018 heiratete Daniel Mays die Make-up Künstlerin Louise Burton. Das Paar hat zwei Kinder, einen Sohn und eine Tochter. Sie leben in Crouch End im Norden Londons. In seiner Freizeit ist Mays ein begeisterter Fußballfan von Leyton Orient.

## Filmografie (Auswahl)

### Filme
- 2001: Pearl Harbor
- 2002: All or Nothing
- 2004: Vera Drake
- 2005: Das geheime Leben der Worte (The Secret Life of Words)
- 2005: Ein Trauzeuge zum Verlieben (The Best Man)
- 2006: Ein gutes Jahr (A Good Year)
- 2007: Abbitte (Atonement)
- 2008: Bank Job (The Bank Job)
- 2008: Shifty
- 2009: Mr. Nobody
- 2009: The Firm – 3. Halbzeit (The Firm)
- 2010: We Want Sex (Made in Dagenham)
- 2010: Eine zauberhafte Nanny – Knall auf Fall in ein neues Abenteuer (Nanny McPhee and the Big Bang)
- 2012: Byzantium
- 2013: Enemies – Welcome to the Punch (Welcome to the Punch)
- 2015: Victor Frankenstein – Genie und Wahnsinn (Victor Frankenstein)
- 2016: Rogue One: A Star Wars Story
- 2016: The Limehouse Golem
- 2019: Fisherman’s Friends – Vom Kutter in die Charts (Fisherman’s Friends)
- 2019: 1917
- 2020: The Rhythm Section – Zeit der Rache (The Rhythm Section)
- 2022: Weihnachten bei dir oder bei mir? (Your Christmas or Mine?)
- 2023: Chicken Run: Operation Nugget (Chicken Run: Dawn of the Nugget, Stimme)

### Fernsehen
- 2000: EastEnders (Fernsehserie)
- 2001: The Bill (Fernsehserie)
- 2001: Manchild (Fernsehserie)
- 2003: Rehab (Fernsehfilm)
- 2005: Beneath the Skin (Fernsehfilm)
- 2005: Funland (Fernsehserie)
- 2007: Saddam’s Tribe (Fernsehfilm)
- 2007: Half Broken Things (Fernsehfilm)
- 2008: White Girl (Fernsehfilm)
- 2009: Plus One (Fernsehserie)
- 2010: Hustle – Unehrlich währt am längsten (Fernsehserie)
- 2010: Ashes to Ashes – Zurück in die 80er (Ashes to Ashes, Fernsehserie)
- 2011: Doctor Who (Fernsehserie)
- 2011: Outcasts (Fernsehserie)
- 2012: Public Enemies (Fernsehfilm)
- 2012: Mrs Biggs (Fernsehfilm)
- 2016: Line of Duty (Fernsehserie)
- 2019: Temple (Miniserie)
- seit 2019: Good Omens
- 2020: White Lines (Netflix)
- 2024: Franklin (Miniserie)
- 2024: A Thousand Blows (Fernsehserie)
- 2024: Moonflower Murders (Fernsehserie)
- 2025: The Thursday Murder Club (Netflix)